# Sjema

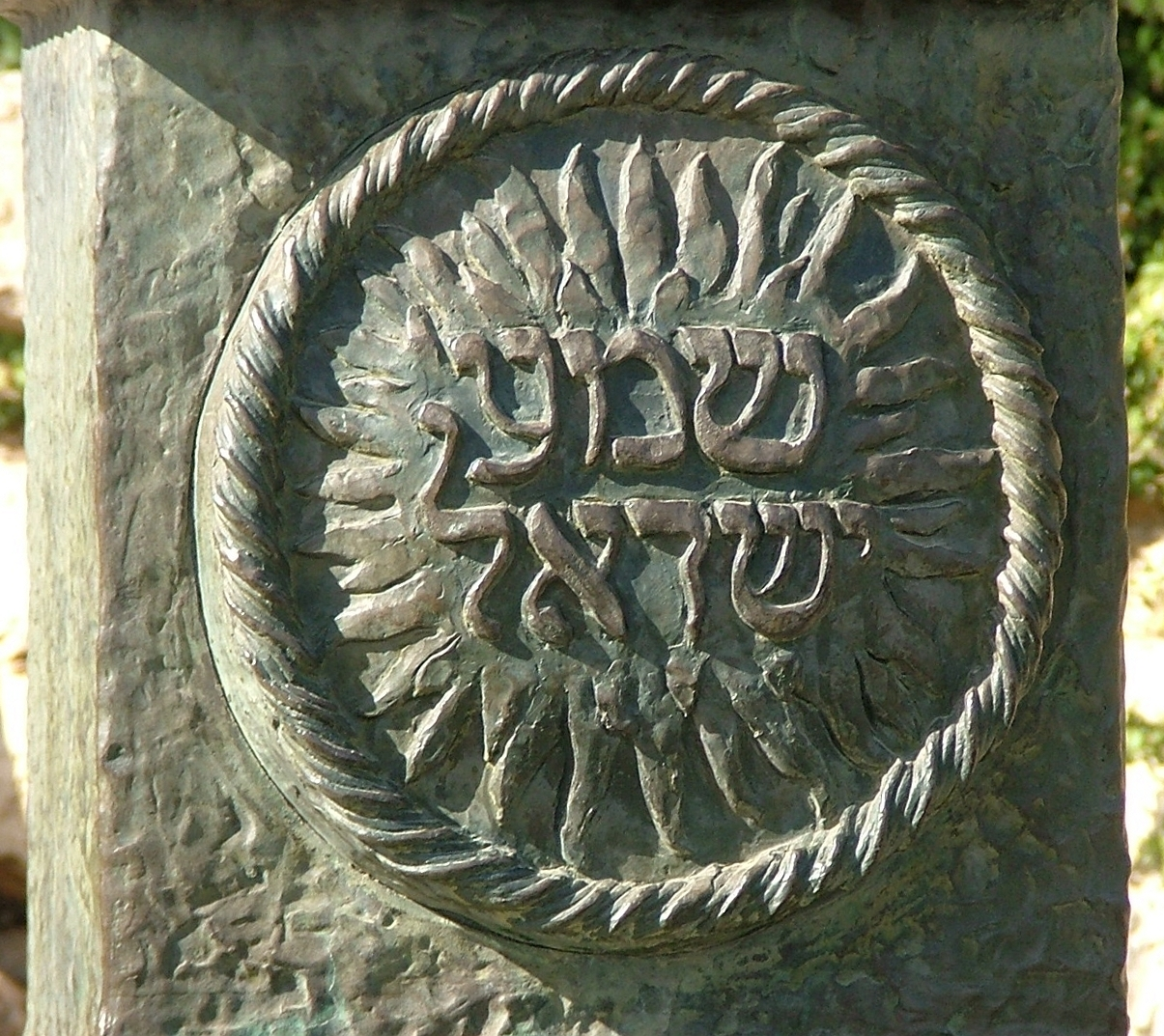
Sjema-opschrift zoals te zien in de menora van de Knesset

Het Sjema voluit Sjema Jisrael (Hebreeuws: שמע, "hoor" of "besef") is het centrale gebed in het ochtend- en avondgebed van het jodendom. De tekst is afkomstig uit de Thora. Het complete Sjema-gebed bestaat uit drie onderdelen: Deuteronomium 6:4-9, 11:13-21, en Numeri 15:37-41.
De kernzin van het Shema in het Hebreeuws is: שמע ישראל יהוה אלהינו יהוה אחד, hetgeen wordt uitgesproken als: Sjema Israel, Adonai Elo-hénoe, Adonai echád.
Oorspronkelijk was dit het gehele gebed (zie Talmoed Soekkot 42a; Berachot 13b). Later is het uitgebreid.
De Nederlandse vertaling (NBV) van het Sjema is:
Hoor Israël, de HEER is onze God, de HEER is de enige. (Deuteronomium 6:4). Heb daarom de HEER, uw God, lief, met hart en ziel en de inzet van al uw  krachten. (Deut. 6: 5, 11:13) en Schrijf ze op de deurposten van uw huis en op de poorten van de stad. (Deut. 6:9, 11:20).
Het Sjema geeft uitdrukking aan het absolute geloof in God en wordt dan ook op belangrijke momenten in het jodendom uitgesproken. Bij het uitspreken van het gebed houdt men een hand voor de ogen, met drie vingers gespreid zodat ze de letter Sjin vormen, de eerste letter van een van de aanduidingen voor God. Door de handen voor de ogen te houden kan het gebed bovendien met volledige concentratie worden uitgesproken, als gebaar van eerbied voor God.
Het gebed wordt tevens gezegd bij het slot van de dienst op Jom Kipoer, maar ook door iemand in direct doodsgevaar, alsmede indien iemand de laatste adem uitblaast, of men dat verwacht, door de aanwezigen. Men herhaalt deze zin dan steeds, in de hoop dat het woord Echad samenvalt met de laatste ademtocht, zodat de ziel op de belijdenis van de Eenheid van de schepper naar de eeuwigheid gaat. 
In de holtes van de tefilin zit deze tekst evenzo opgeslagen. Een gedeelte van de tekst staat eveneens vermeld op het rolletje in de mezoeza, de kokertjes aan de deurposten van woningen van joden.

## Betekenis
Het woord sjema betekent niet alleen "hoor", maar ook "besef": neem het goed in je op. De laatste letter van het eerste woord van sjema (ע -ajien) en de eerste letter van het laatste woord (ד, dalet) vormen tezamen het woord voor getuige of eed (עד). De meest bekende Toraverklaarder, Rasjie, legt het als volgt uit: "Hoor Israël, de Eeuwige, die nu onze God is - en dus alleen door ons wordt erkend - zal eens één God zijn, dat wil zeggen dat Hij eens de enige God van de hele wereld zal zijn, omdat iedereen Hem zal erkennen."